# Jüdischer Friedhof (Burgholdinghausen)

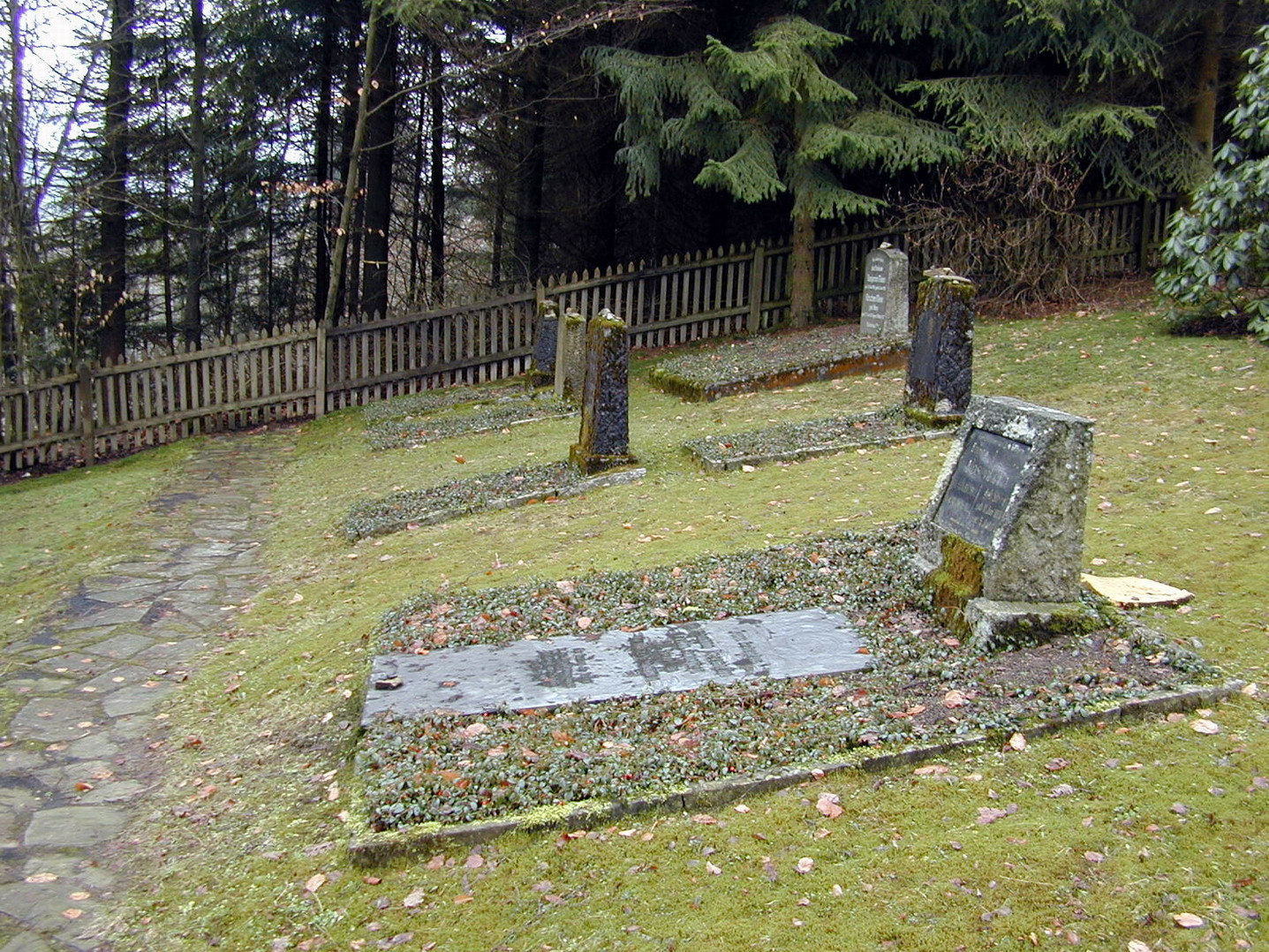
Der jüdische Friedhof in Burgholdinghausen (2006)

Der Jüdische Friedhof Burgholdinghausen befindet sich im Stadtteil Burgholdinghausen von Kreuztal im Kreis Siegen-Wittgenstein in Nordrhein-Westfalen. Als jüdischer Friedhof ist er ein Baudenkmal und in der Denkmalliste eingetragen.
Auf dem Friedhof in einem Wald an der Straße Littfeld/Welschen-Ennest  befinden sich heute noch zwei Doppel- und vier Einzelgräber. Es sind circa acht Grabsteine erhalten. Der Friedhof wurde von 1804 bis 1927 belegt.